# Dhangaldoddi, Koppal
Dhangaldoddi là một làng thuộc tehsil Koppal, huyện Koppal, bang Karnataka, Ấn Độ.